# Aramina
Aramina es un municipio brasileño del estado de São Paulo.

## Historia
En 1904, Aramina era una estación ferroviaria de la Compañía Ferroviaria Mogiana, construida en tierras donadas por Antônio Scandiuzzi, un inmigrante italiano.

## Geografía
Se localiza a una latitud 20º05'25" sur y a una longitud 47º47'09" oeste, a una altitud de 614 metros. Su población estimada en 2004 era de 5 122 habitantes.
Posee un área de 202,704 km².

### Demografía
Censo - 2000
Población total: 33.763
- Urbana: 21.055
- Rural: 11.218
- Hombres: 7.423
- Mujeres: 17.786

Densidad demográfica (hab./km²): 23,50
Mortalidad infantil hasta 1 año (por mil): 10,80
Expectativa de vida (años): 74,19
Tasa de fecundidad (hijos por mujer): 2,31
Tasa de alfabetización: 89,52%
Índice de Desarrollo Humano (IDH-M): 0,794
- IDH-M Salario: 0,700
- IDH-M Longevidad: 0,820
- IDH-M Educación: 0,861

(Fuente: IPEADATA)

### Hidrografía
- Arroyo Tabocas
- Arroyo del Paraíso

### Carreteras
- SP-330

## Administración
- Prefecto: Marcos Antônio Rosin (2005/2008)